# Лировые
Лировые (лат. Callionymidae), от др.-греч. καλός — красивый и ὄνομα — имя) — семейство небольших лучепёрых рыб. Обитают преимущественно в тропических водах западной части индо-тихоокеанского региона, в семейство входят около 186 видов и 18 родов. Драконеттовые могут считаться родственным семейством, членов которого достаточно много, но они редко наблюдаемы. Из-за сходства в морфологии и поведении, лировых иногда путают с представителями семейства бычковых.

## Внешний вид
Эти рыбки обычно яркой расцветки с красивым загадочным узором. Их тела продолговатой формы и без чешуи; мощные спинные плавники из тонких игл защищают тело (прикрывая часть жабр) и, по результатам исследований, концы плавниковых игл у некоторых видов содержат яд. Все плавники большие, пёстрой раскраски и удлинённые; первый высокий спинной плавник, как правило, имеет четыре иглы; у самцов первая из этих игл может быть дополнительно украшена нитевидными включениями. У лировых уплощённые, треугольные головы с большими ртом и глазами, их хвостовые плавники имеют веерообразную и коническую формы.
Крупнейшие виды, Callionymus gardineri достигают 30 см в длину. В то же время другой вид, Callionymus sanctaehelenae, — размером всего в 11 см. Многие виды демонстрируют половой диморфизм: самцы и самки имеют различную окраску и у самцов спинной плавник намного выше. В крайней степени это выражено у Synchiropus rameus.

## Поведение
Лировые относятся к донным рыбам, проводящим бо́льшую часть времени на или возле дна водоёма. Они предпочитают песчаные или скалистые субстраты, иногда вблизи рифов. Обитая на глубине примерно до 200 метров, лировые питаются в основном ракообразными, червями и другими мелкими беспозвоночными, зарывающимися в субстрат. Основным средством передвижения лировым служат большие грудные плавники. Самцы территориально держатся удалённо друг от друга.

## Размножение
Спаривание предполагает демонстративное ухаживание: самцы демонстрируют свои грудные плавники и многократно открывают и закрывают рты. Если самка проявляет интерес, происходит спаривание и две рыбы поднимаются вверх, при этом самец поддерживает самку за грудные плавники. Икра и сперма выбрасываются в воду на средней глубине, где и происходит оплодотворение. Плавающие икринки впоследствии становятся частью планктона и дрейфуют по течению до вылупления.

## Экология
Наиболее распространёнными и коммерчески доступными видами являются мандаринки. Они, как полагают, сохраняют кораллы поскольку питаются плоскими червями.

## Содержание в аквариуме
Адаптация к охоте за плоскими червями очень сильна — ротовое отверстие имеет воронкообразную форму, сужается к началу, что позволяет мандаринам выпускать сильную струю воды, вымывая из песка мелких рачков, либо высасывать пищу из трещинок в камнях, как бы глубоко она не пряталась, при этом можно наблюдать облако пыли — как выхлоп с обеих сторон головы — несъедобное содержание обрабатываемой щели, проходящее наружу через жабры. Глаза мандарина — как микроскопы, способны увидеть добычу какой бы мелкой она ни была и как бы хорошо не пряталась в своей щёлке. Такую специализацию мандаринов надо учитывать при содержании их в аквариуме — через узкое ротовое отверстие стандартных размеров гранулы корма просто не проходят или проходят с трудом. Кроме того, особенности зрения таковы, что они плохо отслеживают плавающую в воде добычу. Необходим корм, который они смогут заглотить узким ртом и который опускается на дно или на камни — мелкие гранулы, например Thera+ small fish, а также замороженный мелкий мотыль и замороженные дафния и циклоп — вполне пригодный корм для мандаринок. Пара мандаринок прожила более года в аквариуме на 8 галлонов (около 30 литров), питаясь в основном замороженным мотылем.
Кроме того, надо учитывать медлительность Мандаринов, они планомерно обследуют каждый миллиметр дна и камней, внимательно рассматривая поверхность в поисках добычи, тогда как большинство рыб в аквариуме сразу же набрасываются на предлагаемую пищу и, зачастую, съедают всё, ничего не оставляя мандаринам. Надо следить за тем, чтобы мандаринов не объедали. Можно с помощью пипетки «распылять» пищу над камнями, где её позднее подберут мандарины.
Следует учитывать, что отсутствие чешуи делает их весьма чувствительными к ожогам кораллов. Кораллы типа Факел или Рикордии могут убить мандарина укусом своих щупалец.